# Nikolai Bairiakov
Nikolai Nikolaev Bairiakov –en búlgaro, Николай Николаев Байряков– (Pazardzhik, 5 de septiembre de 1989) es un deportista búlgaro que compite en lucha grecorromana. Ganó una medalla de bronce en el Campeonato Europeo de Lucha de 2017, en la categoría de 85 kg.
Participó en los Juegos Olímpicos de Río de Janeiro, ocupando el quinto lugar en la misma categoría.

## Palmarés internacional
| Campeonato Europeo | Campeonato Europeo | Campeonato Europeo | Campeonato Europeo |
| Año                | Lugar              | Medalla            | Categoría          |
| ------------------ | ------------------ | ------------------ | ------------------ |
| 2017               | Novi Sad (Serbia)  | Medalla de bronce  | 85 kg              |